# Тешке боје
Тешке боје је седми албум хрватског бенда Мајке. Садржи 10 песама чији је највећи хит насловна нумера. Изашао је октобра 2011. године у издању дискографске куће Кроација рекордс.

## О албуму
Сниман је у току 2011. године. Ово је први албум након 13 година и након поновног формирања бенда 2007. Први сингл је насловна нумера чији је спот објављен крајем јула 2011.
Албум „Тешке боје“ обележио је 2011. годину а насловна, меланхолична, мрачна и тешка песма коју је написао Горан Баре је освојила читав регион. Поменути аутор важи за једног најталентованијих хрватских алтернативних кантаутора у двехиљадитим.

## Награде

### Порин2012
- Хит године
- Песма године
- Најбољи аранжман
- Најбољи рок албум
- Најбољи спот
- Најбоља вокална изведба са групом

## Занимљивости
- Ово је први албум Мајки после 18 година на грамофонској плочи (црвени и бели).[4]
- Песма се нашла и у саундртреку за серију Јутро ће променити све.[5]
- На интернету се и дан данас кружи виц о насловној нумери.[6]